# Raymond Harrison
Raymond Alan Harrison (Northolt, 1929. augusztus 4. – ?, 2000) olimpiai ezüstérmes angol párbajtőrvívó.